# Secretaria de Estado da Casa Civil de Mato Grosso do Sul
| Secretaria da Casa Civil                                             |                                                             |
| Avenida do Poeta, s/n - Parque dos Poderes, bloco 8 Campo Grande, MS |                                                             |
| Criação                                                              | 16 de julho de 1979; recriada em 5 de maio de 2021 (3 anos) |
| Atual secretário                                                     | Eduardo Rocha                                               |

A Secretaria de Estado da Casa Civil de Mato Grosso do Sul (Casa Civil-MS) é o órgão estadual que presta assessoria direta ao governador do estado na articulação política com os demais entes da Federação. É uma das 12 secretarias que integram o Governo de Mato Grosso do Sul.

## História
Foi criada em julho de 1979, sob a nomenclatura Casa Civil da Governadoria do Estado, e seu titular era intitulado secretário de estado para Assuntos da Casa Civil. Em 1990, foi extinta para dar lugar à Secretaria de Estado de Governo.
Em 1991, foi recriada com a denominação de Secretaria de Estado para Assuntos da Casa Civil, sendo extinta mais uma vez em 1996.
Foi recriada em 2013 com a denominação atual. Em 2017, foi fundida novamente com a pasta de Governo, mas nova cisão foi feita em 2021.

## Lista de secretários
| Nº | Nome                     | Início do mandato       | Fim do mandato          | Governador             | Notas e referências                             | Órgão                                            |
| 1  | João Leite Schimidt      | 16 de julho de 1979     | 6 de novembro de 1980   | Marcelo Miranda        | [ 3 ] [ 10 ]                                    | Casa Civil da Governadoria do Estado             |
| 2  | Osmar Ferreira Dutra     | 7 de novembro de 1980   | 10 de fevereiro de 1982 | Pedro Pedrossian       | [ 11 ] [ 12 ]                                   | Casa Civil da Governadoria do Estado             |
| 3  | Augusto Wanderley        | 11 de fevereiro de 1982 | 14 de março de 1983     | Pedro Pedrossian       | [ 13 ] [ 14 ]                                   | Casa Civil da Governadoria do Estado             |
| 4  | Plínio Rocha             | 15 de março de 1983     | 14 de maio de 1986      | Wilson Barbosa Martins | [ 15 ] [ 16 ]                                   | Casa Civil da Governadoria do Estado             |
| 5  | Cleto Mendonça           | 14 de maio de 1986      | 14 de março de 1987     | Ramez Tebet            | [ 17 ]                                          | Casa Civil da Governadoria do Estado             |
| 6  | Londres Machado          | 15 de março de 1987     | 23 de novembro de 1988  | Marcelo Miranda        | [ 18 ] [ 19 ]                                   | Casa Civil da Governadoria do Estado             |
| 7  | Olavo Villela de Andrade | 23 de novembro de 1988  | 28 de fevereiro de 1990 | Marcelo Miranda        | [ 20 ]                                          | Casa Civil da Governadoria do Estado             |
| 8  | Ary Rigo                 | 8 de maio de 1991       | 14 de março de 1994     | Pedro Pedrossian       | [ 21 ] [ 22 ]                                   | Secretaria de Estado para Assuntos da Casa Civil |
| 9  | Albino Coimbra Filho     | 14 de março de 1994     | 31 de dezembro de 1994  | Pedro Pedrossian       | [ 23 ] [ 24 ]                                   | Secretaria de Estado para Assuntos da Casa Civil |
| 10 | Plínio Rocha             | 1º de janeiro de 1995   | 15 de janeiro de 1996   | Wilson Barbosa Martins | [ 25 ]                                          | Secretaria de Estado para Assuntos da Casa Civil |
| 11 | Osmar Jeronymo           | 25 de abril de 2013     | 12 de dezembro de 2014  | André Puccinelli       | [ 26 ] [ 27 ]                                   | Secretaria de Estado da Casa Civil               |
| 12 | Carlos Roberto de Marchi | 12 de dezembro de 2014  | 31 de dezembro de 2014  | André Puccinelli       | [ 28 ] [ 29 ]                                   | Secretaria de Estado da Casa Civil               |
| 13 | Sérgio de Paula          | 1º de janeiro de 2015   | 15 de março de 2017     | Reinaldo Azambuja      | [ 30 ] [ 31 ] [ 7 ] [ 32 ] [ 33 ] [ 34 ] [ 35 ] | Secretaria de Estado da Casa Civil               |
| 13 | Sérgio de Paula          | 10 de maio de 2021      | 6 de setembro de 2022   | Reinaldo Azambuja      | [ 30 ] [ 31 ] [ 7 ] [ 32 ] [ 33 ] [ 34 ] [ 35 ] | Secretaria de Estado da Casa Civil               |
| —  | Eder França Lima         | 6 de setembro de 2022   | 7 de novembro de 2022   | Reinaldo Azambuja      | [ 36 ] [ 37 ]                                   | Secretaria de Estado da Casa Civil               |
| —  | Sérgio de Paula          | 7 de novembro de 2022   | 31 de dezembro de 2022  | Reinaldo Azambuja      | [ 38 ] [ 39 ]                                   | Secretaria de Estado da Casa Civil               |
| 14 | Eduardo Rocha            | 1º de janeiro de 2023   | Atualidade              | Eduardo Riedel         | [ 40 ] [ 41 ] [ 42 ]                            | Secretaria de Estado da Casa Civil               |